# Episodi di Daniel Boone (seconda stagione)
La seconda stagione della serie televisiva Daniel Boone è stata trasmessa in anteprima negli Stati Uniti d'America dalla NBC tra il 16 settembre 1965 e il 21 aprile 1966.
| nº | Titolo originale             | Titolo italiano              | Prima TV USA      | Prima TV Italia |
| -- | ---------------------------- | ---------------------------- | ----------------- | --------------- |
| 1  | Empire of the Lost           |                              | 16 settembre 1965 |                 |
| 2  | The Tortoise and the Hare    |                              | 23 settembre 1965 |                 |
| 3  | The Mound Builders           | Gli scalatori delle montagne | 30 settembre 1965 |                 |
| 4  | My Name Is Rawls             | Il mio nome e' Rawls         | 7 ottobre 1965    |                 |
| 5  | The Old Man and the Cave     | Il vecchio e la grotta       | 14 ottobre 1965   |                 |
| 6  | The Trek                     |                              | 21 ottobre 1965   |                 |
| 7  | The Aaron Burr Story         | La storia di Aaron Burr      | 28 ottobre 1965   |                 |
| 8  | Cry of Gold                  |                              | 4 novembre 1965   |                 |
| 9  | The Peace Tree               |                              | 11 novembre 1965  |                 |
| 10 | The Thanksgiving Story       | Il giorno del ringraziamento | 25 novembre 1965  |                 |
| 11 | A Rope for Mingo             | Una corda per Mingo          | 2 dicembre 1965   |                 |
| 12 | The First Beau               | Il più bello                 | 9 dicembre 1965   |                 |
| 13 | Perilous Journey             | Un viaggio pericoloso        | 16 dicembre 1965  |                 |
| 14 | The Christmas Story          | E'Natale                     | 23 dicembre 1965  |                 |
| 15 | The Tamarack Massacre Affair | Il massacro di Tamarack      | 30 dicembre 1965  |                 |
| 16 | Gabriel                      |                              | 6 gennaio 1966    |                 |
| 17 | Seminole Territory           | Il territorio di seminole    | 13 gennaio 1966   |                 |
| 18 | The Deserter                 | Il disertore                 | 20 gennaio 1966   |                 |
| 19 | Crisis by Fire               |                              | 27 gennaio 1966   |                 |
| 20 | The Gun                      |                              | 3 febbraio 1966   |                 |
| 21 | The Prisoner                 |                              | 10 febbraio 1966  |                 |
| 22 | The Fifth Man                |                              | 17 febbraio 1966  |                 |
| 23 | Gun-Barrel Highway           |                              | 24 febbraio 1966  |                 |
| 24 | The Search                   | La ricerca                   | 3 marzo 1966      |                 |
| 25 | Fifty Rifles                 |                              | 10 marzo 1966     |                 |
| 26 | The Trap                     | La trappola                  | 17 marzo 1966     |                 |
| 27 | The Accused                  |                              | 24 marzo 1966     |                 |
| 28 | Cibola                       |                              | 31 marzo 1966     |                 |
| 29 | The High Cumberland (Part 1) | Alto Cumberland parte 1      | 14 aprile 1966    |                 |
| 30 | The High Cumberland (Part 2) | Alto Cumberland parte 2      |                   |                 |